# 다리안 부정합

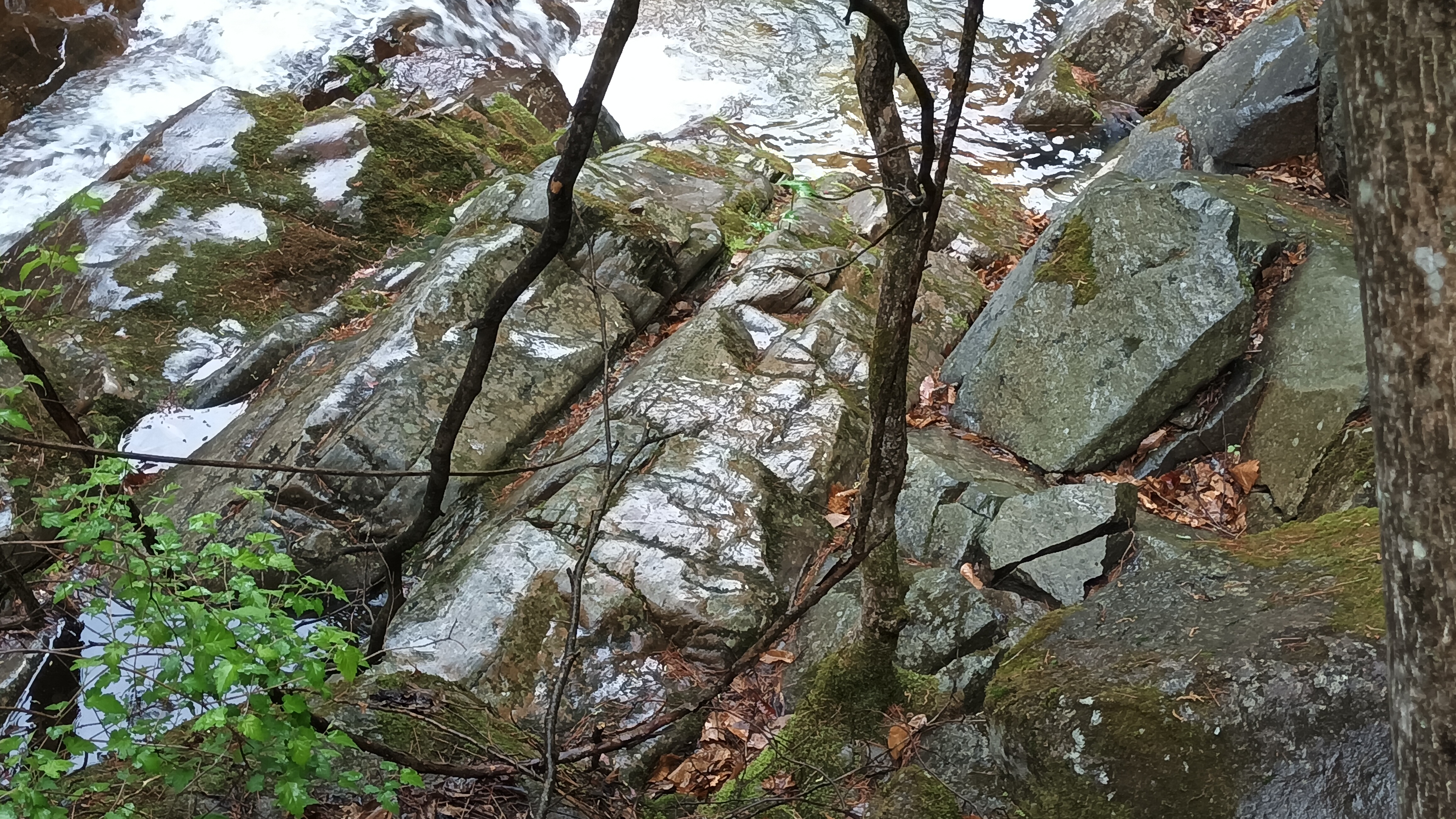
조선 누층군 장산 규암층과 선캄브리아기 고원생대 기반암의 부정합

다리안 부정합(Darian Umconformity, ―不整合)은 대한민국 충청북도 단양군 단양읍 천동리 다리안[橋內] 계곡 내 드러난 부정합 지질구조이며 단양 유네스코 세계지질공원(단양지질공원)의 지질명소이다. 선캄브리아기의 조립질 화강편마암과 고생대의 조선 누층군 장산 규암층이 16억 4천만년의 시간 간격을 가지며 부정합으로 접하고 있는, 지질학적으로 매우 중요하괴 희귀한 노두이다. 

## 개요
부정합(不整合)은 지질구조가 연속적으로 나타나지 않고 오랜 시간의 단절이 있은 후 퇴적된 지질 구조이다. 퇴적-습곡/단층-융기-침식-침강-퇴적의 과정을 거쳐 생성되며 여기서 침강 후 쌓이는 가장 처음의 퇴적층을 기저 역암이라고 한다. 다리안 부정합은 고원생대 화강편마암과 고생대 조선 누층군 장산 규암층이 13억년의 시간 차이를 가지며 접촉하고 있는 단양지질공원의 지질명소이다.

## 지질
화강편마암과 장산 규암층의 층리면은 서로 평행해 과거에 부정합으로 해석되었으나 장산 규암층의 기저부의 역들이 주로 규암의 역이고 두 암석의 접촉부를 따라 약 20~30 cm 두께의 천매압쇄암(phyllonite)으로 구성된 단층암이 존재하며 접촉면상에 수평의 단층조선이 관찰되어 오늘날 두 암석의 접촉부는 우수향 주향 이동 단층으로 해석된다. 이러한 전단 운동의 결과로 옥동 단층이 형성되었으며, 이는 선캄브리아기와 캄브리아기 지층의 경계이자 한국의 지체구조구 중 영남 육괴와 옥천 습곡대의 경계 단층으로 해석된다.
단양군 단양읍 천동리 다리안 계곡의 조선 누층군 장산층과 선캄브리아기 화강편마암의 부정합 경계 (단양국가지질공원 다리안 부정합/다리안 연성 전단대)
- 다리안 계곡 장산 규암층의 역암
- 다리안 계곡에 드러난 북서쪽으로 경사하는 장산 규암층
(북위 36° 57′ 44.1″ 동경 128° 25′ 24.0″ / 북위 36.962250°  동경 128.423333° )
- 장산 규암층과 기반암의 부정합
- 단양군 다리안 계곡의 부정합
(북위 36° 57′ 44.1″ 동경 128° 25′ 24.0″ / 북위 36.962250°  동경 128.423333° )

### 선캄브리아기 화강편마암
흑운모 화강암질 편마암(Precambrian biotite granite gneiss) 또는 엽리상 화강암은 단양군 동부 소백산 국립공원 일대에 분포하는 변성암이며 서측부에서는 조선 누층군 장산 규암층에 의해 부정합으로 덮인다. 선캄브리아기 흑운모 화강암질 편마암과 조선 누층군 장산 규암층과의 관계는 부정합으로 추정되었으나 최근의 연구는 이 경계가 연성 전단 운동에 의한 단층 접촉임을 지시한다. 흑운모 화강암질 편마암의 전암 및 장석과 포획암에 대한 Pb-Pb 연대는 고원생대인 2.16±0.15 Ga의 관입시기를 지시한다.

### 장산 규암층
장산 규암층(Cambrian Jangsan formation, 壯山 硅巖層)은 하위의 선캄브리아기 흑운모 화강암질 편마암을 부정합으로 덮는 조선 누층군의 최하부 지층이다. 단양군 내에서 죽령역 부근에서 영춘면 동대리를 지나 영월군 지역으로 이어지며 북동 45~50°의 주향과 북서 40~60°의 경사로 발달하고 단양군 대강면]] 황정리에서 중생대 흑운모 화강암에 의해 관입 당하였다. 장산 규암층은 주로 회백색 규암과 석영편암으로 구성되어 있으며 흑운모 화강암질 편마암과의 부정합면을 따라서는 약 5~6 m의 두께로 활석질 운모편암(Talcmica schist)이 협재되어 있다. 이 편암은 회백색 내지 회녹색을 띠며 석영 입자와 운모류 및 활석류들이 층리에 평행하게 교호(交互)하여 편마암에 가까울수록 점차 편리가 감소된다. 이 활석질편암 상위에는 2~3 m의 두께를 갖는 역암이 놓이며 그 위에 장산층의 주요 구성암인 담백색 규암이 놓이며 이들은 조립 내지 중립질의 치밀 견고한 괴상(塊狀) 규암이 우세하나 층리에 평행하게 얇은 운모대(帶)가 발달하여 석영 편암의 구조를 갖는 부분도 있다. 장산 규암층의 전체 두께는 60~80 m이나 북동쪽으로 갈수록 증가하여 영춘면 동대리에서는 200 m 이상이다.

## 같이 보기
- 부정합
- 영덕 대부정합
- 조선 누층군
- 영남 육괴
- 단양군의 지질 (단양지질공원)
- 한국의 지질